# Lorraine (hrabstwo Jefferson)
Lorraine – jednostka osadnicza w Stanach Zjednoczonych, w stanie Nowy Jork, w hrabstwie Jefferson.